# Обережно, модерн! 2
«Обережно, модерн! 2» — гумористичний телесеріал, продовження «Обережно, модерн!». В головних ролях знімалися Сергій Рост і Дмитро Нагієв.

## Сюжет
Сюжет серіалу відбувається в місті Санкт-Петербурзі, у будинку за адресою: вул. Червоних (рос. Красных) (у деяких серіях — Гарних (рос. Красивых)) Молдавських Партизан, б.25 (хоча, в епізоді, де хулігани змінюють номери квартир, номер будинку вказується як 75-й, а також згадувався як будинок 13 в 39 епізоді і будинок 6 у 63-му і 76-м), де живуть головні герої — три сім'ї: Задови, Тракторенки, Сморковічеви. Головною особливістю сюжету є потрапляння їх у різні життєві (і часом не життєві) ситуації, з яких вони смішно виходять. Також, за 94 епізоди зустрічаються і другорядні герої (від бомжів до генералів). Усіх героїв грають Дмитро Нагієв та Сергій Рост.

## Герої серіалу

### Сім'я Задових
- Василій Петрович (Нагієв): прапорщик N-ської частини, боєць, відданий Батьківщині. Власник, у сім'ї господар. Кохає дружину Ніну, хоча періодично зраджує їй з буфетницею Клавою (також у різних епізодах Задов вступає в зв'язок з Зіною Тракторенко, дружиною комбата, дружиною генерала Сиськи і деякими іншими). Більше всього на світі мріє про підвищення і про автомобіль «Москвич-Святогор» з оцинкованим кузовом. Часто згадує про те, що займався в одній секції дзюдо з В. В. Путіним. Розсіяний, забудькуватий (зокрема, постійно забуває імена сусідів і родичів). Відчайдушно вислужується перед комбатом. Знаходиться у вкрай напружених відносинах з тещею, проте у критичних випадках допомагає їй (плескає по спині, коли теща давиться цукеркою, оплачує операцію на аденоїди). У 14 серії Задову дзвонить батько і скаржиться на проблеми зі здоров'ям, в 43 серії Задов згадує, що його батько помер. Краде з частини масло, патрони, уран і т. ін. Постійно носить жетон чергового по роті. Є найбільш фігуруючим персонажем у серіалі;
- Ніна Марківна (Рост): дружина, кокетлива і доброзичлива, завжди кориться чоловіку, іноді «отримує» від нього. Ласкава, хазяйновита, не проти пофліртувати зі ставним чоловіком, на кшталт Комбата. Має постійного коханця Бориса, також у різних епізодах змінює Василю зі Степаном, комбатом, італійським тенором Лучіано, двірником і деякими іншими. Працює у військторзі (в одній із серій, проте, повідомлялося, що вона підробляє у Бухгалерії у синагозі). Квартира, в якій проживає родина, належить їй. Має доньку Тетяну та сина Павла;
- Павло (Нагієв): син Василя і Ніни. Носить окуляри і має прізвисько «Очкаріто». Коли говорить, трохи присвистує. Комп'ютерний геній, генератор божевільних ідей, таємний еротоман. Мріє стати зіркою естради. Симпатизує зведеній сестрі, кохав Олену Пастушенко, гуляє з Наташею;
- Тетяна (Нагієв): дочка Ніни, зведена сестра Павла. Гарна, як фотомодель, завжди оточена нареченими і залицяльниками, мріє про велике кохання (що не заважає їй зустрічатися з щедрими заможними чоловіками). Знаходиться в суперечливих відносинах з Бульдозером, симпатизує своєму вітчиму — Задову (той часто відповідає взаємністю).

### Сім'я Тракторенко
- Зинаїда Петрівна (у ранніх серіях — Іванівна) (Нагієв): лікар-проктолог із садистськими нахилами. Звір зовні, усередині — вразлива і нещасна жінка. У родині домінує над чоловіком, звалює на нього все домашнє господарство, щодня ставить йому оздоровчі клізми, регулярно б'є, а у крайніх випадках пов'язує і влаштовує прочуханку. Часто зраджує чоловікові, кілька разів йде, але незабаром повертається. Сиділа на зоні;
- Петро Семенович (Рост): чоловік, вчений-ботанік. Лякливий і боязкий, кориться дружині, терпить від неї побої, які вона йому влаштовує кожного день (однак час від часу, доведений до точки, влаштовує бунт, що незмінно обертається для Зіни великими проблемами). Заїкається. У ряді серій робить вражаючі винаходи (наприклад, винаходить телепортацію, машину часу, еліксир кохання, еліксир вічного життя, краплі умиротворення, виводить формулу успіху). Неодноразово удостоюється Нобелівської премії. Колись був закоханий у Ніну;
- Сергій (Рост): син, боксер. Розбещений і нахабний, носить прізвисько «Бульдозер». Найкращий друг Паші. Знаходиться у складних відносинах з Танею. Дурнуватий.

### Сім'я Сморковічевих
- Степан Кіндратович (Нагієв): робітник-п'яничка, сантехнік. Іноді намагається прогодувати сім'ю. Одне з головних джерел доходу — збут лому кольорового металу (видобуває метал, викручуючи мідні гайки в ліфтах і т. ін.). Колись був найнепитущіщим у будинку (до зустрічі з Дідом Морозом);
- Люся (Рост): дружина Степана. Естонка. Має в Естонії тітку Ірму. Несе тягар турботи про сім'ю, терпить п'янки Степана. Мовчазна, сором'язлива і незворушна, нащадок тевтонських лицарів. У перших кількох серіях Рост грав Люсю істотно інакше, ніж згодом;
- Льоня (Нагієв): син. Найкращий друг Паші і Бульдозера. Носить прізвисько Красунчик. Безтурботний, байдужий до всього.

### Другорядні персонажі
- Іван Дмитрович Багратіонов (Рост): підполковник, начальник Василія, серйозний, відповідальний керівник, симпатизує Василеві. Ділиться з ним таємницями та секретами військової частини, частенько звертається до нього за допомогою або рішенням, приторговує майном частини;
- Дружина Комбата Катерина Дмитрівна (у випуску 54 — Світлана Іванівна) (Нагієв): фатальна й аморальна жінка;
- Тарас Тарасович Пастушенко (У випуску 94 — Григорович) (Рост): прапорщик, українець, любитель сала й армійського гумору. Заклятий ворог і вічний суперник Василія, запальний, самозакоханий, зворушливий. Вдівець (дружина загинула частково з її вини, так як Тарас не допоміг їй, коли вона вдавилась салом), має доньку Олену, якою надмірно опікується;
- Альона Пастушенко (Рост): дочка Тараса, ніжне створіння, закохана в Льоню, відмінниця;

Настасья Пилипівна (Рост): теща Василія. Самовпевнена, часом забудькувата (постійно забуває, дочка в неї або син), безстрашна жінка, часто вживає в мові словосполучення «Я не пóняла»;
- Наташа (Рост): дівчина Паші, любить весь день цілуватися з ним на горищі;
- Клава (Рост): буфетниця, коханка Василія, добре готує;
- Тітонька Ірма (Нагієв): тітка Люсі, дружини Степана, естонка. Нудна, благовида бабуся. Має скрипучий голос і акцент. Лікувала Степана від горілки за допомогою електрошокера;
- Галя (Нагієв): наречена Пастушенка, продавчиня у лотку. Чесна, легко ранима. Приїхала до Санкт-Петербурґу із села;
- Генерал Ґеннадій «Сиська» Сиськов (генерал-майор, у деяких серіях генерал-лейтенант) (Нагієв): гроза всіх прапорщиків, з'являється у виняткових випадках. Має дружину Діану, яку в усьому слухається. У молодості мав зв'язок з Настасьєю Пилипівною;
- Дільничний Микола (в серії 65 — Едуард, в деяких серіях В'ячеслав) (Нагієв): лейтенант, продажний міліціонер з садистськими нахилами, рудий, трохи заїкається, періодично перевтілюється на сексуального маніяка, іноді надзвичайно наївний. Одружений. Цей персонаж перейшов у "Обережно, модерн! 2 " з серіалу " Повний модерн ";
- Управдом Михаїл Львович Аполлонов (у 38 серії Етішкін, в 42 серії Тютюрін) (Рост): милий, чарівний, нечистий на руку начальник ЖЕКу, часто вживає в мові союз «бо».
- Двірник дядя Федя (Рост): злий, завжди лається, запекло виступає проти приїжджих. Ворогує з Василієм, неодноразово ув'язується з ним у бійку. У 17 серії постає як коханець Ніни Задової;
- Жора (Рост): сусід-аферист, також відомий під кличкою «Пузатий». Дуже багатий. Часто міняє жінок. Має зв'язки в кримінальному світі. Хитрий і заповзятливий;
- Борис (Нагієв): коханець Ніни. Блондин з темними вусами. Серйозна і солідна людина. Має нервовий тик;
- Капітан Лопата: безпосередньо в серіалі не фігурує, але згадується в багатьох епізодах. Зловживав крадіжкою урану, після чого у нього виросло дві зайві голови і ніжка на животі. На цій підставі капітану Лопаті видають потрійний пайок. Любить фотографуватися;
- Єфрейтор Петро Орлов (Нагієв): використовується Тарасом Пастушенком як шофер. Часто сідає на асфальт замість крісла шофера. Мовчазний, дивний, боязкий. Відмінник бойової і політичної підготовки. Чудово співає, танцює, плаває задом, свистить, показує фокуси. В одній із серій Тарас намагається одружити його на Альоні;
- Ведучий новин (Нагієв): говорить повільно й зловісно. Не може вимовити своє прізвище, спроби зводяться до «Здрастуйте, у студії Ераст Вихухо … Вих … Виху … Ви … Вихуе … В ефірі новини.» (Можливо, натяк на колишнього ведучого програми «Время» на Першому каналі Ігоря Вихухолева).
- Генерал Циклопов: п'є горілку літровими кухлями, в час першої світової війни був поранений фугасним снарядом
- Слідчий (Нагієв): тримає портрет Лаврентія Берії на робочому столі ; сам зовні схожий на Берію

## Серії
У серіалі 94 серії. Майже всі вони не мають єдиного сюжету, тому їх можна дивитися не по порядку. Офіційного назви серій немає.
| Номер серії | Назва та опис |
| ----------- | --- |
| 1           | «Суперечка на бакси і дівчат». Троє молодих друзів — Паша, Серьога і Льончик — вирішують посперечатися на те, хто з них перший стане чоловіком. На кону — 100 доларів і людська гідність. Хлопці раз у раз підкидають один одному подлянки, підлаштовують конфузи, і в підсумку перемога не дістається нікому. Зате Паша знайомиться з дівчиною Наталею, з якою згодом у нього розгориться бурхливий роман.                                                                                                |
| 2           | «Справи сімейні». Таня раптом усвідомлює, що закохана в Сергія, а той раптово робить їй пропозицію. Василь ж у цей час у пошуках відмінного стрільця, разом з яким він зможе перемогти на чергових стрільбах. Зіна Тракторенко знайомиться з Танею і різко повстає проти весілля. У цій серії після багатьох років зустрічаються колишні закохані Петя і Ніна, а Василь трошки закохується в Зіну. |
| 3           | «Героями стають» . Степан дізнається, що його батько — герой Другої світової війни, колишній супер-секретний розвідник, до якого з Албанії приїжджає його стара любов, албанська принцеса. Дід розрекламований по телебаченню, принцеса з чуток дуже багата — Сморковічеви вирішують одружити діда на ній і отримати стан. Проте напередодні приїзду дід раптово помирає... |
| 4           | «Помінятися місцями». Зіна йде на роботу та дає Петі вказівки, необхідні для виконання. Однак у поспіху Петя випадково розбиває акваріум з коханою рибкою Зіни, її кришталевий кубок і горщик з квіткою. У жаху передбачаючи покарання, Петя втікає на горище, а потім потрапляє до Задових, які своєрідно врятовують його — переодягають у Ніну і кладуть в ліжко до Василя. |
| 5           | «Віртуальний шолом». Паша створює шолом, за допомогою якого можна проникати у віртуальну реальність, і вирішує перевірити шолом на Бульдозері. Щоб усунути перешкоди, Паша надягає поверх ще і кашкет свого тата, після чого відбувається неймовірне — Серьога виявляється в мозку прапорщика. А Василь тим часом має підготуватися до підвищення звання і розібратися з коханкою Люсею. У результаті хлоп'ята заварюють кашу, але Паші вдається повернути час назад і вирішити проблему.                  |
| 6           | «Лоліта». Дізнавшись фабулу набоковского роману, Василь починає помічати, що його ставлення до Тані стало виходити за рамки батькового. Незабаром він усвідомлює, що Таня відповідає на його затаєну пристрасть... і підбурює Василя на вбивство коханої Ніни. Але в день весілля Василя і Тані Ніна раптом оживає. |
| 7           | "Еліксир безсмертя". У Петра Семеновича велика радість — він нарешті винайшов еліксир вічного життя. Василь, дізнавшись про це, тут же в таємниці від Петра пробує еліксир, попри те, що той не перевірив. Потім його випадково випиває Зіна, а потім і Люся. На наступний день у Василя виростають груди, і він починає мутувати в жінку, у Зіни виростають вуса і величезне вухо, а у Люсі — ріжки. У підсумку Василь мало не одружується з Комбатом, а Зіна майже перетворюється на голлівудську зірку. |
| 8           | "Гангстери, карлик і макрушнік ". Льоня і Серьога на 1 квітня жартома змінюють номери на кількох квартирах, в результаті чого до Тракторенкам заявляється спочатку бородатий карлик з валізою «зелених», а потім злодій-Мокрушников, до Задов вламуються два гангстера, в пошуках тих же «зелених», а одержувач"капусти"у цей час чекає не дочекається карлика. |
| 9           | «Брати-очевидці». У сім'ю Задов впроваджується солодкомовний представник релігійної секти «Святі Брати-Свідки і Отці-Очевидці», запудрити своїми ідеями мізки довірливій Ніні. Як не намагається Василь, а вигнати його і його соратників йому не вдається. Прапорщик об'єднується з Петром Семеновичем, щоб врятувати будинок від шахраїв. |
| 10          | "Сила чоловіча ". У Василя проблеми інтимного характеру, причому в найнесприятливіший для цього момент: йому наказано догодити дружину генерала, інакше під загрозу ставиться доля всієї військової частини. На допомогу приходить Петро Семенович, відкрив новий спосіб підвищення потенції — щурячі окатишкі. У серії вперше згадується генерал сиськи, а також вперше з'являється Клава. |
| 11          | "Тьотю, брат та Комбат ". Ціле навала гостей: до Петі приїжджає із села лихий братик, який закрутить роман з Зіною, до Задов вселяється пішов від дружини Комбат, а до Степана з Естонії приїжджає тітка Ірма — вилікувати його від алкоголізму методом електрошоку. |
| 12          | "День бабака ". Пародія на фільм «День бабака». Зіна їде на конгрес проктологів, залишивши Петра Семеновича з цілим списком «приємних домашніх турбот», на які він швиденько забиває і замість роботи ніжиться у ванні. Але тут йому починають снитися страшні сни, які один за іншим починаються однаково — приїздом Зінаїди … |
| 13          | "Вумен Пауер ". Ніна, Зіна і Люся, скривджені неувагою мужів, йдуть жити на дах, сподіваючись таким чином розворушити їх. Однак чоловіки, здається, і не звертають на цей факт ніякої уваги. І тоді Паша вигадує геніальний план, щоб всі батьки знову знайшли щастя — влаштувати маскарад … |
| 14          | «Искуситель». Невдаха-Ангел по імені Кульбаба і провинився Чорт на прізвисько Сиплий отримують кожен своє завдання: спокусити / наставити на шлях істинний прапорщика Задова, інакше їх позбавлять роботи і зроблять смертними. По ходу справи Чорт виграє. Але Василь не такий простий … У серії вперше з'являється теща Задова, Настасья Пилипівна. |
| 15          | «Шпигунка». Паша зустрічає жінку своєї мрії, у два рази старше за нього, і всерйоз вирішує на ній одружитися. Маргарита подобається всім, за винятком Ніни, яка чує недобре. І не помиляється, оскільки наречена виявляється агентом Бундесвер а, мета якого — вбити прибулого в Петербург президента Конго. Незважаючи на відсутність підтримки сім'ї, Ніні вдається запобігти замах. |
| 16          | "В день народження збуваються мрії ". У свій день народження Петро Семенович крім чотирьох тортиків отримує ще й Нобелівську Премію (за розробку методу створення штучної людини шляхом введення в геном щури ДНК курки), яку відразу ж відбирають, його кидає Зіна, а Сергій оголошує, що збирається одружуватися на своїй вагітній подрузі. |
| 17          | «Всі мужики — сво-ло-ти !». Таня заявляє, що вагітна. Василь оскаженілий ситуацією, а особливо — відсутністю потенційного батька дитини. Він починає шукати Тані майбутнього нареченого, але Таня завзята у своєму бажанні залишитися матір'ю-одинаком … |
| 18          | "Прапорщик на межі ". Таня, обурена відмовою Василя допомагати їй і дитині, йде до Тракторенків, а слідом за нею — і Ніна, розсердившись на Василя за неувагу до бід дочки. Прапорщик готовий пробачити Таню, якщо та попросить у нього вибачення. Але Таня непохитна. Василя доводять до істерики, і він йде на дах, щоб покінчити з собою. |
| 19          | «Люди-виродки». У будинку Задов розвішують приховані камери: їхнє життя транслюється на всю країну, як серіалу «Люди-виродки». Спочатку вони не проти, сподіваючись на солідний гонорар, але поступово це починає загрожувати репутації і щастя сім'ї. У цій серії ми знайомимося з прапорщиком Пастушенко. |
| 20          | «Сестра-черниця». Коханка Задова — буфетниця Клава, за його ж необережному пропозицією, заявляється додому до Василя, і тому нічого не залишається, як поселити її у себе під виглядом сестри-черниці. Потім до Клаві приїжджає чоловік-полярник, і терпінню Василя приходить кінець. У цій серії вперше з'являється двірник. |
| 21          | "Як Степан став мільйонером ". Степана на автомобілі збиває багатий японець. Злякавшись, японець платить Степану за завдані травми і до того ж призводить свого друга цілителя. А тут до Степана ще звертається сусід-гангстер з проханням стати його охоронцем, і двоє бандитів — з проханням убити сусіда-гангстера — і всі пропонують пристойну суму. |
| 22          | "Стара з косою ". Сусід-ганстер Жора звертається по черзі до Задова, Тракторенків і Степана, пропонуючи обміняти їх квартири, в яких він хоче влаштувати стриптиз-клуб, на житло в Крижополі. Жоден варіант не вдається, і сусід починає бути до них ночами в образі Смерті, щоб викурити переляканих сусідів з квартир. |
| 23          | "У тридев'ятому царстві ". Петру Семеновичу сниться його бабця, яка нагадує йому про колись предсказанном: він отримає півцарства, одружується з принцесою і буде битися з дракон ом. На наступний день Петро зауважує, що прогноз все ж збувається … |
| 24          | "Штаб в квартирі «. Василь влаштовує у своїй квартирі штаб військової частини і встановлює там свої жорсткі порядки. Ніна й Таня проти, за що їх садять під арешт, однак їм вдається втекти. У цій серії вперше з'являється генерал сиськи і з'ясовується, що у нього колись було кохання з Настасею Пилипівною. |
| 25          | » Підступи Зіни і дівчина-чукча ". Петя знову отримує премію і має намір витратити її на облаштування своєї лабораторії. Але у Зіни інші плани. Вона зі своїм коханцем-байкером має намір по-своєму розпорядитися премією. А тут ще до повернувся з відрядження Василю заявляється дівчина-чукча Лена, і він звалює відповідальність на Петра Семеновича. |
| 26          | "Мулен Руж ". Паша, Серьога і Льоня знайомляться по газеті із заможною геєм, в надії, що він буде їх спонсорувати. Григорій серйозно захоплюється Пашею і пропонує йому славу естрадної зірки і гроші. Під тиском Василя, Паша розлучається з Наталкою, але його любов до неї врешті-решт переможе, і вони знову будуть разом. Правда, ненадовго, так як його пошлють в армію. |
| 27          | "Атака клонів ". Василя за особистим розпорядженням президента посилають в Антарктиду — охороняти пінгвін ів від олігархії. Василю цього жах як не хочеться, він звертається до Петра Семеновича, який в цей час знайшов спосіб клонування людини. Петя клонує Василя, і вони посилають на завдання двійника. Однак тут проблеми тільки починаються … |
| 28          | "Формула успіху ". Петро Семенович відкриває «формулу успіху» і ділиться нею з Василем. Вони починають дізнаватися, як успіху домагалися інші, і повторювати всі дії точь-в-точь. |
| 29          | «Ава-Ава». Василь вагітніє від прибульця. Зіна і Ніна садять його під замок, щоб отримати премію ЮНЕСКО першого чоловіка, який родить. Спочатку Василь відмовляється народжувати, але потім у нього раптом пробуджуються материнські почуття … |
| 30          | "Сюрприз сюрпризів ". Василь влаштовує Петру Семеновичу на день народження незвичайний сюрприз, після якого ботаніка сильно б'є Зіна. І Петя вирішує відплатити прапорщику тією ж монетою. |
| 31          | «Мама-мама, де мій дім ?». У будинку звільняється трикімнатна квартира, яку вирішено віддати самій потребуючій сім'ї. Задов, Тракторенкі і Сморковічеви тут же вступають у битву за житлоплощу, яка в підсумку так і нікому і не дістанеться. У цій серії вперше з'являється управдом. |
| 32          | "Слуга народу ". Зіна висуває свою кандидатуру на пост депутата. Як на зло Петя повідомляє їй, що у нього є інша і він вимагає розлучення а, який просто-напросто зламає всю Зінін кар'єру. А Ніна тим часом застає Василя з коханкою Клавою. |
| 33          | "Олена Пастушенко ". Заклятий ворог Василя — Тарас Пастушенко селиться в тому ж будинку разом з дочкою Оленою. Олена спочатку і не підозрює, що в неї по вуха закоханий Паша, який всіма способами намагається привернути її увагу. Сама ж вона мріє про красунчика Олені … У серії вперше з'являється єфрейтор Орлов. |
| 34          | "Не в грошах щастя ". Починається все з того, як Паша сидить в в'язниці, а голос за кадром розповідає його гірку історію … Виявляється, щоб справити враження на Олену, Паша вирішив поднакопать грошенят і почав шукати для цього самі нетрадиційні шляхи … |
| 35          | "Задов проти Пастушенко ". У військовій частині намічається скорочення — треба звільнити одну бойову одиницю-прапорщика. У зв'язку з чим Задов і Пастушенко починають анонімно посилати Комбатові компромат один на одного. |
| 36          | "Метод вупякціі ". У Комбата пропадає кашкет і нова колода гральних карт. Василь викликається йому допомогти, використовуючи при цьому свій знаменитий метод дедукції. У процесі розслідування Василь викриває в шпигунстві доктора Абракайтіса, таємного індуського агента. Але шукати насправді слід було в іншому місці … |
| 37          | «Юшки-юшки». Злісний Василь у нападі люті поповнити дефіцит маси Тані вуха, не підозрюючи, що вона в цей час бере участь в конкурсі «Найкраще вухо Росії». А Зіна влаштовує вдома «Платну медичну допомогу» по телефону. |
| 38          | "Галя йде, приходить Степан ". Поки Пастушенко з'ясовує стосунки зі своєю коханою — Галею, до нього в квартиру підселюють опинилися на вулиці Степана і Люсю. У цій серії ми знайомимося з дільничним Рилов, а також з армії повертається Льоня. |
| 39          | "Дідусь Мороз ". Новий Рік для будинку № 13 — справжнє пекло. Кожен рік на свято до них заявляється особливий Дід Мороз, від подарунків якого варто чекати однієї біди. Ось і цього року Дідусь не підкачав: Павло виявився у Василя в попі, Ніна стала молодіти, а Василь отримав дар виконувати чужі бажання. |
| 40          | «Кувалда». Василь випадково знаходить стару фамільну кувалду. Вдаривши себе нею по лобі, Василь отримує бачення: його прапрапрапрадед з Середньовіччя — Іван Красна Задница — віщає йому про чудеса, на які здатна ця кувалда … |
| 41          | «Підозрюються: всі !». Після бурхливої п'янки Василь не може згадати, куди могли подітися гроші з «общака», який йому довірив Комбат. Василь починає згадувати свої дії за минулий тиждень, і до списку підозрюваних по черзі потрапляють усі, від Паші до Комбата. |
| 42          | "З діджеїв — в президенти ". У Росії вперше проводяться вибори президента за допомогою грошово-речової лотереї. Із таємних джерел стає відомо, що президентом оберуть Пашу. Паша в цей час веде мовлення на власному радіовузлі, пише нікому не потрібні картини, і раптом потрапляє під пильну увагу громадськості … |
| 43          | «Честь — могила — богатирська сила !». Паша, Серьога і Льончик влаштовують парубочий: завтра їм належить розлучитися з холостяцьким життям. Але гарненько подумавши, вони розуміють, що ще не зовсім готові. Паша прикидається блакитним, Серьога говорить, що у нього є інша, і тільки Тарас Пастушенко насильно одружує Льончика на Олені. |
| 44          | «Гамлет». До Зіні приходить любов її молодості — Гамлет Обрезян, новоспечений міністр охорони здоров'я — і пропонує поїхати з ним. Зіна, засліплена його достоїнствами, погоджується, проте серце не обдуриш … |
| 45          | «Герда». Їдучи на курорт, Комбат залишає на піклування Василя свою хорта на прізвисько Герда. Якби тільки прапорщик знав, скільки лиха вона йому принесе: з'їсть усі запаси їжі, зжере Пашин розмовляючу щурика на ім'я Жора і мало не підставить Василя. |
| 46          | "Американський наречений ". Степан одержує звістку, що в Америці помер його дядько, який залишив племіннику у спадок громадянство США. Степан їде за океан, а через рік повертається, щоб забрати з собою Люсю і Льончика. А тут — цілий букет: Люся повинна рекет Ірам, на Степана нападають про бомж їли Василь і Тарас, Степан б'є рекетирів і потрапляє в КПЗ … |
| 47          | "Любов сліпа ". Серьога, бажаючи закохати в себе Таню, дає їй випити винайдений ботаніком любовний еліксир, але першим на очі Тані потрапляє не він, а простий заводський робітник. |
| 48          | "Закон підлості ". Василя знову відправляють на північ, Петро Семенович виписує йому фальшиву довідку, Тарас усе з'ясовує стосунки з Галею і знайомиться з кокетливою брюнеткою «з люка». |
| 49          | "Бунт Петра Семеновича ". Втомившись від вічних побоїв і принижень, а також переживаючи за свою відхилену Зіною теорію телепортації, Петро Семенович йде в запій, прихопивши з собою Василя і Степана, співає жалісливі пісні, грає на акордеоні і б'є тренера свого сина. |
| 50          | «Маніяк». На Ніну пізно увечері в під'їзді нападає сексуальний маніяк. Захоплена Ніна ділиться пережитим з Зіною. Незабаром маніяк нападає і на Зіну. А потім на Люсю. У результаті чоловіки розсекречують маніяка … |
| 51          | "Скарб Пліссерманов ". Паша і Серьога крадуть у втратив на сходах свідомість єврея гаманець, лист і карту їхнього будинку, де хрестиком позначено місцезнаходження скарб а. У пошуках оного вони спочатку розносять ванну Задов, потім ванну Тракторенко, а скарб насправді захований у ванній Пастушенко і Степана. |
| 52          | "Навала чебуреків ". Після чергової пиятики зникають Пастушенко, Степан і Василь. Виявляється, в дурмані вони переписали свої квартири на ім'я двох бандит ів з чебуречній банди, проти яких повстають Ніна, Зіна і Ботанік. |
| 53          | "Викрадення і таємнича коробка ". У Задов викрадають найдорогоцінніше — їх улюблений японський телевізор. Бандити влаштовують резиденцію в квартирі Тракторенок і по рації висувають свою головну вимогу: довідатися, що прапорщик Пастушенко робив у свій 40-й день народження. |
| 54          | "На дачі-1. У Комбата ". Василь і Ніна на червоній «п'ятірці» приїжджають на дачу до товариша Комбатові. Від радості Комбат змушує Василя колоти дрова, носити воду, рити колодязь і будувати бомбосховищі від НЛО. До речі, в цій серії Ніна вже не блондинка, а — темно-руда. |
| 55          | "На дачі-2. Тракторенкі і шпигуни ". Цього разу відпочивають Петя і Зіна. Вони опиняються під пильною увагою міжнародних шпигун ів і мало не вплутуватися в історію з мікроплівкою, яка несе загрозу всесвітньої екологічної катастрофи. |
| 56          | "Суперечливий Василь ". Ніна повідомляє Василю, що вагітна, від чого той приходить в жах і починає всіма можливими методами підштовхувати її на аборт. Йому вдається підставити Степана як батька дитини, і Ніна погоджується на аборт, але з'ясується, що то був не дитина, а просто — гази. Найсильніша момент: Василь зображує Нагієва в «Вікнах». Просто розуму незбагненно. |
| 57          | "Батьки і діти ". До Петра Семеновича, яке вважало, що його батько загинув військовим льотчик ом, раптом заявляються відразу троє, кожен з яких гордо претендує на батьківство. Зіна швиденько їх виганяє, але проблему це не вирішить. А Тарас в цей час зарікається перед Галею не пити горілку, хоча клятва ця небезпечна для нього сумними наслідками … |
| 58          | "Бізнес — він як зебра ". Злякавшись погрози президента про скорочення збройних сил, Задов і Пастушенко розгортають цілу компанію «вислуги» перед комбатом, щоб залишитися в частині. Але Тарас влаштовує все з вигодою для себе, а Василь залишається ні з чим. Тоді Тарас обіцяє йому допомогти і робить його новим російським — головою філії з продажу поросячий щетини … |
| 59          | «Чоловіки-зрадники». Василь, Петро Семенович і Степан відправляють дружин у відпустку, смакуючи щасливі тижні без дружин. Петро Семенович споює закодованого Степана через клізми, потім сам випадково знайомиться по телефону з молодою дівчиною, а до Василя у пошуках дихлофос а заглядає кокетлива сусідка … |
| 60          | «Двійник». Петра Семеновича заарештовує дільничний Рилов (тільки що після трепанації черепа) — він бере його за болгарського рецидивіст а Хренова і садить за ґрати, а справжній рецидивіст в цей час господарює в квартирі Тракторенок, оскільки і Серьога, і Зіна приймають його за Петю. |
| 61          | "Схаменутися — та пізно буде ". Зіна приймає серйозне рішення залишити Петю і почати нове життя зі своїм коханцем Колею на півострові Рибачий. Коли ж вона застає Петю з колегою по роботі за розгляданням вирощеного їм квітки-мутанта і вигадує казна-що, Зіна вже не така впевнена у своєму виборі … |
| 62          | "Расові забобони ". Таня приводить додому свого чоловіка — Ваню. Все б нічого, та ось Ваня — негр а Василь відноситься до такого люду з величезним упередженням. Спочатку він терпить, потім біситься, потім Паша вигадує черговий геніальний план «розлучення а», і парочку правда розведуть, тільки після з'ясується, що Ваня — син короля африка нской країни Мнумбу. |
| 63          | "Життя після сорока ". Ніна вирішує, що її секс сексуальних життя з Василем скупа і неповноцінна і, дотримуючись рекомендацій книги «Життя після 40», вона починає експериментувати, щоб відновити колишню пристрасть. В результаті досвіду Ніна піде жити до Зіні, а вигнаний за двері Петя — до Василя, і проживуть вони так цілий тиждень. |
| 64          | "Одруження кербуда ". За мотивами п'єси Гоголя « Одруження». Дільничний Рилов допомагає управдом Аполлонова знайти наречену. Він приводить його до професійної свахи, де той знаходить собі наречену у вигляді алергічної дівиці з косою. Аполлонов трохи було на ній не одружиться, але в кінці злякається і втече, зістрибнувши з балкона. |
| 65          | «Я люблю тебе, Ніно !». Вибори нового кербуда. Аполлонов мріє залишитися на десятий термін, але цього разу у нього серйозна конкуренція — Ніна Задова рішуче намірилася претендувати на цю посаду. І тоді Аполлонов за порадою Рилова шантажем дістає у Тракторенок любовний еліксир і підмішує його Ніні, щоб та, закохавшись в нього, зняла свою кандидатуру. Але еліксир по випадковості випиває Красунчик-Льоня, і першою, кого він бачить, стає Ніна …                                                |
| 66          | "Під Новий Рік … ". Напередодні Нового Року Зіна і Петя пробують не сваритися, щоб і весь рік у них пройшов мирно, Таня чекає в гості Джорджа Клуні, Вася і Ніна їдуть до Комбатові на дачу, Пастушенко блукає по лісу у пошуках тієї ж дачі, щоб здійснити задуманий їм і Василем план … і ще багато-багато запаморочливого, включаючи Таню Буланову, ведмедя-мутанта і незрівнянного Кабаняна. |
| 67          | "Пристрасті по-італійськи ". До Росії приїжджає італієць Маріо Амброзі, в надії зустріти дівчину своєї мрії. Він оселяється у Степана, потім закохується в повію Ольгу, але бідоласі ще належить познайомитися з російськими «звичаями» … |
| 68          | «Двоєженець». Паша випадково встряє в таку ситуацію, коли йому необхідно одружуватися відразу на єврейці і мусульманці, інакше — смерть. Василь змушує його одружитися і отримує на додачу два фруктових рундука. Однак у Паші не все виходить з його новими дружинами, а тут ще їх брати влаштовують міжусобиці і вплутувати в цю справу своїх нових родичів … |
| 69          | "Космічна епопея: Епізод 1 ". Василь вирішує стати космонавт ом, а заодно і завербувати Петра Семеновича. Їм доведеться подолати чимало перешкод, перш ніж вони нарешті полетять на Марс. Проте в цей час до Землі на величезній швидкості наближається метеорит — і врятувати планету можуть лише наші герої … |
| 70          | "Космічна епопея: Епізод 2 ". Василь і Петро Семенович, повністю впевнені, що вони роблять космічний політ на Марс, раптом дізнаються, що насправді їх просто знімають у павільйоні для телесеріалу. Серіал транслюється на всю країну, проте країна, як і наші герої, думає, що політ справжній. Тому, коли, після фінальної серії, в якій вони гинуть, Василь і Петро Семенович повертаються додому, на них чекає багато сюрпризів …                                                                     |
| 71          | "Бонні і Клайд ". Зимової ночі на вулиці Петра Семеновича знаходить напівнімої двірничка. Коли Петро приходить до тями, він не може нічого пригадати, і двірничка переконує його, що він її чоловік, чому Петро щиро вірить. Однак раз у раз у нього трапляються спонтанні спогади … |
| 72          | «Хочеш схуднути ?». Василя обіцяють призначити начальником складу ПММ, але тільки з тією умовою, що він кине палити. Василь курити кидає, і у нього починається страшний жор, в результаті чого вона товстішає на очах, його спортивні показники стрімко блякнуть, посаду начальника складу ПММ під загрозою … І тоді Василь вирішує у що б то не стало схуднути … |
| 73          | "Багато шуму через Бен Ладена ". Мешканці будинку на вулиці Красивих Молдавських Партизан раптово виявляють, що в квартирі Степана ховається не хто інший, як сам Усама Бін Ладен. Поки Паша з Серьогою мріють його зловити, Зіна проводить нелегальну операцію з пересадки донорської попи, Петя апробує нововинайдений машину Момль, а Ніна крутить роман з американським військовим Джоном. |
| 74          | "Суща правда ". Василь дає «відверте» інтерв'ю газеті «Суща правда», де, дотримуючись чітким вказівок, виставляє в найкращому світлі всіх, від Комбата до дільничного. Однак газета друкує прямо протилежне, і в підсумку на Василя повстають абсолютно все … |
| 75          | "Житлове питання ". Напередодні Дня Міста сім'ї знову б'ються за «квартирним» міркувань, спочатку за те, щоб їхня квартира носила горде звання однієї з найкращих в місті, ну а потім справа приймає серйозніший оборот: над будинком навіть нависає загроза бути знесеним, і мешканці змушені боротися проти … |
| 76          | "Краса — не головне ". Іра Голубкова — негарна дівчина, сирота, що виросла в тайзі, чистий душею і сильна на руку. У 17 років вона залишає лісу і їде до своєї тітки — Ніні Задов, в місто, де її чекають найнеймовірніші пригоди … |
| 77          | "Прокляття Чорного Поляка ". У далекому 1492 у Чорний Поляк прокляв рід Пастушенко на вічний заразний дебілізм. Багато років по тому ця жорстока доля не минула і Тараса, а також його сусідів, наречену і товаришів по службі. Зняти закляття можна лише одним способом: Тарас повинен одружитися з нащадком Поляка … |
| 78          | «Що за країна така !». Паша та Серьога, одержимі бажанням поднакопать грошенят, випадково дізнаються про алмаз е, захованому в загадковій рибі в квартирі вбитого у них на очах бухгалтер а, і негайно вирушають на його пошуки … |
| 79          | "Машина часу ". Петро Семенович винаходить справжнісіньку машину часу, і незабаром їй знаходиться особливе застосування: Василь, який опинився в скрутному становищі, відправляється в минуле, щоб запобігти програш Комбатові в шахової партії … |
| 80          | "Брати Задов ". Все своє життя Василь страждав від того, що його брат Борис, закрити євреєм, служив в Ізраїлі … Коли ж брат раптово приїжджає до Василя у гості, бідний прапорщик робить все, щоб позбутися від свого нелюбого брата … |
| 81          | «Одружений алі неодружений ?». Паша одружується на Наташі. Серьога намагається здобути прихильність хоч який-небудь дівчата. Він заздрить своєму нині одруженому другу, будучи впевненим, що той позбавлений проблем і щасливо пожинає плоди подружнього життя. Паша ж тим часом мріє бути таким же вільним, як його кореш Серьога … |
| 82          | "У вигнанні-1. Дружини паліїв ". Після підпалу будинку на вул. КМ Партизан, Василь і Петро Семенович були посаджені у в'язницю, а їх сім'ї відправлені в глухе село, де в ролі поміщик ів затишно і розкошуючи відпочивають Кербуд і Дільничний. |
| 83          | "У вигнанні-2. Вампіри ". В кінці попередньої серії Таня приголомшила всіх страхітливою новиною про появу в навколишніх лісах вампір ів. Тепер у селі починають відбуватися загадкові і страшні події … |
| 84          | "Любовний квадрат ". Василь таємно зустрічається з новою буфетницею Маринкою. Ніна таємно зустрічається з товаришем комбатом. Можна собі уявити, що почнеться, коли всі четверо опиняться в одній кімнаті і почнуть заперечувати свої заплутані стосунки … |
| 85          | «Де ж ти, моя улюблена ?». Ніна йде від Василя до друга юності, в якого вона раптово по вуха закохалася, залишаючи прапорщика наодинці з усіма його суперечностями і емоційними заковички … |
| 86          | «Дзвінок». Скучили по пригодах, Василь і Петро Семенович гуляють у дворі і раптово знаходять самотній стільниковий телефон. Якби вони знали, який шлях відкриє їм відповідь на всього лише один-єдиний дзвінок … |
| 87          | «Не май сто рублів …». Зіна їде в санаторій, залишивши на Петю безліч клопотів. Спочатку Ботанік справляється — у нього виявляється маса друзів — проте потім один за іншим підкладають йому свиню … |
| 88          | «Жіночі історії». У кожної з жінок будинку на вул. Красивих Молдавських Партизан настає вирішальний в житті момент: Ніна знаходиться в романтичних стосунках з італійським тенором Лучано, Люся змушує впертого Степана дати їй розлучення, Галя схиляє Тараса нею одружитися, і тільки Зіна змушена страждати від нестачі Драматік … |
| 89          | «Краще пий, Степане!». Нещасна Люся, вкінець втомлена від Степана і його п'яних витівок, йде в таємничу релігійну «організацію бажань», де можна самого Бога і ангелів попросити про що завгодно. У підсумку Люся отримує абсолютно тверезого, працьовитого Степана, але тепер, замість пристрасті до горілки, його охоплює пристрасть до жінок … |
| 90          | «Сидячи на унітазі …». В один прекрасний день Василь виявляється прикутим до замінованому унітазу — і з цього моменту життя в квартирі Задових різко змінюється … |
| 91          | «Кільце». Англійський посол, коханий Ніни, залишає їй як знак вірності дороге кільце — ключ від ядерної валізки під ліжком Британської Королеви. Через якийсь час він повертається за ним, однак кільце безслідно зникло … |
| 92          | «Каска-невидимка». У військову частину з перевіркою приїжджає Генерал Сиська. Обраний козлом відпущення, Василь вигадує, що убогість і розкрадено частини насправді — прикриття для розробки секретної зброї, винайденої їм каски-невидимки … |
| 93          | «Щасливчик». Солдатик-ізгой по імені Щасливчик кур'єром ледь потрапляє в сім'ю Задових, як на його голову тут же звалюються хворий дідусь, Таніни залицяльники і Клавдія-буфетниця … |
| 94          | «Дилема». Льоня, опинившись вільним від батьків (госпіталізованого Степана і виїхала в Естонію Люсі), влаштовує свою долю на особистому фронті і за допомогою сусіда Тараса Пастушенко розбирається з трьома дівчатами, кожна з яких йому по-своєму дорога … |

## Мовлення
- 2001-2005 (півтори) - СТС

- 2006 - ICTV

- 2010 - К1

- 2012 - Перець

- 2013 - Гумор ТБ